# Kroatië op het Eurovisiesongfestival 2002
Kroatië nam deel aan het Eurovisiesongfestival 2002 in Tallinn, Estland. Het was de 10de deelname van het land op het Eurovisiesongfestival. De selectie verliep via het jaarlijkse Dora. HRT was verantwoordelijk voor de Kroatische bijdrage voor de editie van 2002.

## Selectieprocedure
De nationale finale werd gehouden in de HRT-studio's op 10 maart 2002 en werd gepresenteerd door Bojana Gregoric en Duško Curlic.
In totaal deden er 20 artiesten mee aan deze finale en de winnaar werd gekozen door 5 regionale jury's, 4 televoting regio's, internetstemmen en een muziekjury.

| Volgorde | Artiest                     | Lied                                    | Plaats | Punten |
| -------- | --------------------------- | --------------------------------------- | ------ | ------ |
| 1        | Ivan Mikulic                | "Ti si tu"                              | 25     | 9      |
| 2        | Petar Dragojevic            | "Lazi"                                  | 7      | 18     |
| 3        | Adalbert Turner-Juci        | "Dotakni srce"                          | 50     | 5      |
| 4        | Zak                         | "Znam ja kako je kad ti uzmu sve"       | 0      | 20     |
| 5        | Najbolji Hrvatski Tamburasi | "Divne godine"                          | 21     | 11     |
| 6        | Alen Lazaric                | "Sve ljubavi mog zivota"                | 11     | 15     |
| 7        | Branimir Mihaljevic         | "Hvala ti za sve"                       | 10     | 16     |
| 8        | Grupa 4' 33                 | "Ave Maria Laudata"                     | 16     | 13     |
| 9        | Davor Radolfi               | "Odlazim"                               | 6      | 19     |
| 10       | Jacques Houdek              | "Carolija"                              | 19     | 12     |
| 11       | Zdenka Kovacicek            | "Odavno shvatila sam sve"               | 59     | 4      |
| 12       | Tihana Sabati               | "Ne ljubim više naglas"                 | 16     | 13     |
| 13       | Goran Karan                 | "Jos uvijek vjerujem da ljubav postoji" | 71     | 2      |
| 14       | Perle                       | "Nemirna rijeka"                        | 24     | 10     |
| 15       | Boris Novkovic              | "Elois"                                 | 63     | 3      |
| 16       | Joy                         | "Takav sam ti ja"                       | 9      | 17     |
| 17       | Vesna Pisarović             | "Sasvim sigurna ("Everything I want")"  | 118    | 1      |
| 18       | Mladen Burnac               | "Ja-ja"                                 | 26     | 8      |
| 19       | Alen Vitasovic              | "Ja san Istrijan"                       | 46     | 6      |
| 20       | Davor Tolja & Leonida Buric | "101 laz"                               | 29     | 7      |

## In Tallinn
In Estland moest Kroatië optreden als 6de van 24 deelnemers, net na Spanje en voor Rusland. Op het einde van de puntentelling bleken ze op een 11de plaats te zijn geëindigd met 44 punten. 
Men ontving 1 keer het maximum van de punten.
België had geen punten over voor deze inzending en  Nederland deed niet mee in 2002.

### Gekregen punten

#### Finale
| 12 punten                                     | 10 punten | 8 punten    | 7 punten                | 6 punten              |
| --------------------------------------------- | --------- | ----------- | ----------------------- | --------------------- |
| - Slovenië                                    |           |             |                         | - Cyprus - Oostenrijk |
| 5 punten                                      | 4 punten  | 3 punten    | 2 punten                | 1 punt                |
| - Griekenland - Noord-Macedonië - Zwitserland |           | - Duitsland | - Bosnië en Herzegovina |                       |

### Punten gegeven door Kroatië

#### Finale
Punten gegeven in de finale:
| 12 punten | Malta                 |
| 10 punten | Cyprus                |
| 8 punten  | Slovenië              |
| 7 punten  | Bosnië en Herzegovina |
| 6 punten  | Spanje                |
| 5 punten  | Estland               |
| 4 punten  | Noord-Macedonië       |
| 3 punten  | Turkije               |
| 2 punten  | Letland               |
| 1 punt    | Griekenland           |